# Marcia nuziale
Pour plus de détails, voir Fiche technique et Distribution.
Marcia nuziale est une comédie franco-italienne en quatre sketches de Marco Ferreri sortie en 1966.
Le film ne sera jamais distribué en France et rencontre en Italie de sérieuses difficultés pour obtenir son visa de censure.

## Synopsis
Le film est composé de quatre épisodes avec comme fil rouge la crise des institutions matrimoniales dans la société contemporaine.
Prime nozze (« Premières Noces »)
Deux couples de la haute bourgeoisie « arrange » le mariage entre Camilla et Luther, leurs chiens respectifs de pure race. Après de longues fiançailles, au cours desquelles l'improbable chien est contraint de porter une culotte, le mariage est finalement célébré chez le notaire et consommé dans le cabinet du vétérinaire, qui a aménagé une luxueuse chambre nuptiale.
Il dovere coniugale (« Le Devoir conjugal »)
Après avoir couché son fils, un père de famille tente en vain d'avoir une relation avec sa femme. Cette dernière refuse dans un premier temps, fatiguée des tâches ménagères et de la routine de sa relation avec son mari. Quand, s'étant reposée, elle se dispose à revenir vers lui, elle le trouve dormant à poings fermés.
L'igiene coniugale (« L'Hygiène conjugale »)
À New York, Frank participe avec sa femme à une sorte de thérapie de groupe avec d'autres couples mariés, dont un prêtre qui réitère à plusieurs reprises la nécessité d'avoir une vie sexuelle imaginative pour « sauver son mariage ». Gêné au début, Frank finit par commettre l'adultère avec la logeuse.
La famiglia felice (« La Famille heureuse »)
Au début de l'épisode, une inscription affiche « Au troisième millénaire nous serons heureux ! ».
L'institution du mariage a été sauvée grâce à l'invention des poupées anthropomorphes qui remplacent les épouses, les maris, les enfants et les amants. Le protagoniste vit heureux sur une île avec sa femme, une mannequin B de 1986, jusqu'à ce que l'arrivée d'un homme plus jeune, marié à une mannequin Z 1999 plus raffinée, le mette en crise. Après avoir supplié en vain le jeune homme de lui prêter sa femme, le protagoniste se retire découragé dans une grotte, où il raconte sa déception à sa femme, qui se met à pleurer.

## Fiche technique
Sauf indication contraire, les informations mentionnées dans cette section peuvent être confirmées par la base de données cinématographiques IMDb,  présente dans la section « Liens externes ».
- Titre original : Marcia nuziale[2] (litt. « Marche nuptiale »[1])
- Réalisation : Marco Ferreri
- Scénario : Diego Fabbri, Rafael Azcona, Marco Ferreri
- Photographie : Benito Frattari, Enzo Serafin, Mario Vulpiani
- Montage : Renzo Lucidi
- Musique : Teo Usuelli
- Décors : Massimiliano Capriccioli, Franco Velchi (it)
- Costumes : Luciana Marinucci
- Maquillage : Maurizio Giustini
- Production : Alfonso Scarone, Henryk Chroscicki (it)
- Sociétés de production : Sancro Film (Rome), Transinter Films (Paris)[2]
- Pays de production :  Italie -  France[2]
- Langue originale : italien
- Format : Noir et blanc - 1,85:1 - Son mono - 35 mm
- Durée : 81 minutes (1 h 21[2])
- Genre : Comédie à l'italienne
- Dates de sortie :
  - Italie : 17 février 1966 (Turin) ; 9 avril 1966 (Milan) ; 16 avril 1966 (Rome)

## Distribution
Prime nozze
- Ugo Tognazzi : Nicola Garaviglio
- Catherine Faillot : Laura
- Tom Felleghy : Lamberto Ferlazzo
- Gaia Germani : Gigliola Ferlazzo
- Gianni Bonagura (en) : Le vétérinaire Coribaldo
- Luigi Scavran : Le notaire

Il dovere coniugale
- Ugo Tognazzi : Michele
- Shirley Anne Field : Angela
- Tecla Scarano : La belle-mère

L'igiene coniugale
- Ugo Tognazzi : Frank
- Alexandra Stewart : Nancy
- Anna María Aveta (it) : Sally

La famiglia felice
- Ugo Tognazzi : Igor Savoia
- Catherine Sinet : Mia
- Rina Mascetti (it) : La maman sur la plage

## Production
Le deuxième épisode L'igiene coniugale est tourné à New York tandis que le quatrième épisode La famiglia felice est tourné sur l'île de Giannutri en Toscane

## Censure
Le film a eu beaucoup de mal à se faire accorder un visa par les censeurs, qui ont d'abord complètement refusé sa diffusion en raison d'une « atteinte aux bonnes mœurs [...] non conforme à la morale et au sens de la pudeur dans notre pays ». Avec de nombreuses coupures (le métrage est réduit de 2 477 mètres à 2 230 mètres) et autant de modifications de dialogue, ajoutées à l'interdiction aux mineurs de moins de 18 ans, le film a été autorisé à la diffusion.
En 1981, la Rai a acquis les droits de diffusion télévisée du film, mais afin d'abaisser la limitation aux enfants de moins de 14 ans (limitation maximale pour pouvoir diffuser des films à la télévision à l'époque), elle a encore supprimé 71 mètres de film. Cependant, de nos jours, le film est diffusé par les réseaux Rai dans la version originale présentée à la censure par le réalisateur, avec la présence à la fois des dialogues originels et de toutes les scènes supprimées dans la première exploitation du film en salles et dans sa première programmation télévisée.